# Best My Friend
「Best My Friend」（ベスト・マイ・フレンド）は、日本の男性グループ・MAG!C☆PRINCEの楽曲。6作目のシングルとして2018年2月14日にユニバーサルミュージックのレーベル・ZEN MUSICからリリースされた。

## 制作、音楽性
「Best My Friend」は、MAG!C☆PRINCEと同じく東海地方出身のロックバンド・SPYAIRの書き下ろしによる楽曲である。楽曲は「永遠の友情」を歌ったロック・チューンで、作曲を担ったUZは「（MAG!C☆PRINCEとSPYAIRの）互いの良さが活かされるよう、SPYAIRがこれまで最も得意としてきた疾走感溢れるロックな楽曲に仕上げた」、作詞を担ったMOMIKENは「少年からの成長をテーマに詞を書いた」、といった旨のコメントをしている。MAG!C☆PRINCEのメンバーは「これまでで最もテンポが速い、激しい曲」であると説明している。

## リリース、プロモーション
前作は2017年10月リリースの両A面シングル「YUME no MELODY/Dreamland」である。同年11月7日、タイトルは未定としながら、6thシングルとなる今作のリリースと、これがSPYAIRの提供楽曲であることを発表。同月18日からリリースイベントを開催した。MAG!C☆PRINCEは12月23日にセンチュリーホールにおいてワンマン・ライブ『本気LIVE☆Vol.5〜MAG!C☆PRINCE 2nd Anniversary〜』を開催。このステージ上で今作のタイトルが「Best My Friend」であることを発表し、ステージ・パフォーマンスを初披露した。25日放送のラジオ番組『MAG!C☆PRINCEのCheerラジ』（Radio NEO）で楽曲をオンエア。12月中にリリース形態やアートワークなどの情報を順次公開した。シングルのカップリングには、グループがチャリティ大使を務めた『CBCチャリティ募金』のテーマソングに起用され、表題曲より先に発表された「Smile for Tomorrow」が収録された。
2018年1月にミュージック・ビデオを公開。2月からMAG!C☆PRINCEが出演するエクスコムグローバル「イモトのWiFi」テレビCMの新シリーズ「シンガポール編」が放送され、「Best My Friend」がそのCMソングに使用された。同じく2月、タワーレコードがボーイズ・グループを応援する企画『BOYS POP!』の第3弾アーティストがMAG!C☆PRINCEに決定し、タワーレコードの全店舗に「Best My Friend」のポスターを掲出するなどの企画が展開された。「Best My Friend」は音楽番組『バズリズム02』（日本テレビ）の2018年2月度のオープニング・テーマに起用され、2月10日（9日深夜）の放送でスタジオ・ライブを披露。2月12日（11日深夜）放送の冠番組『本気プリ』（CBCテレビ）は、曲名にちなんで、メンバーの友人（ベストマイフレンド）の店から数珠つなぎ形式で数多くの店に「Best My Friend」のポスターを貼る対決をする企画を放送した。

## リリース形態、アートワーク
CDシングルは以下の8つのタイプでリリースされた。CDの収録トラックはすべて同じである。初回限定盤には、「Best My Friend」のミュージック・ビデオとそのメイキング映像を収録したDVDが付属する。アートワークは、各自のメンバーカラーを取り入れた銀色のジャンパーの衣装（初回限定盤A・通常盤）と、メンバーカラーを反映していない白のスーツの衣装（初回限定盤B・メンバー個人絵柄盤）の2種類がある。ミュージック・ビデオのパフォーマンスシーンでは、この2種類の衣装の両方が用いられている。メンバー個人絵柄盤は、各種ソロ・ショットのアーティスト写真仕様である。
|                    | 品番      | 形態   |
| ------------------ | --------- | ------ |
| 通常盤             | UPCH-5932 | CD     |
| 初回限定盤A        | UPCH-7382 | CD+DVD |
| 初回限定盤B        | UPCH-7402 | CD+DVD |
| メンバー個人絵柄盤 |           |        |
| “西岡健吾”盤       | UPCH-7383 | CD     |
| “永田薫”盤         | UPCH-7384 | CD     |
| “大城光”盤         | UPCH-7385 | CD     |
| “阿部周平”盤       | UPCH-7386 | CD     |
| “平野泰新”盤       | UPCH-7387 | CD     |

## ミュージック・ビデオ
ミュージック・ビデオは、レーザー光線の中で躍動するメンバーの姿を中心とした映像である。この曲のダンス・パフォーマンスではメンバーの阿部周平が考案した振り付けが取り入れられている。

## 収録トラック

### CD
全タイプ共通。
1. 「Best My Friend」（作詞: MOMIKEN・作曲・編曲: UZ） – 3:58[16]
2. 「Smile for Tomorrow」（作詞・作曲: ヒロイズム・ファンタジ・西沢文人・編曲: ヒロイズム） – 3:34[16]
3. 「Best My Friend (instrumental)」
4. 「Smile for Tomorrow (instrumental)」

### DVD
初回限定盤A・B共通。
1. 「Best My Friend Video」
2. 「Best My Friend Music Video メイキング」

## チャート成績
2018年2月13日付けのオリコンデイリーシングルランキングにおいて、リリース初日としてはグループ過去最高となる7万枚超の売り上げを記録して2位にランクイン。。2月26日付けの同週間ランキングで3位を記録した。同日付けのBillboard Japan Hot 100では、8,846ポイントで5位にランクインした。